# Stanislaus Kobierski
Stanislaus Kobierski (Düsseldorf, 13 november 1910 – aldaar, 18 november 1972) was een Duitse voetballer en trainer. Hij was in 1934 de eerste speler in de geschiedenis die voor het nationale elftal scoorde op een WK. 
Zijn ouders waren katholieke Polen die uit de toen nog Duitse stad Posen naar Gelsenkirchen verhuisden om zich uiteindelijk in Düsseldorf te vestigen. Hij begon zijn carrière bij Schwarz-Weiß Düsseldorf en maakte dan de overstap naar Fortuna, waarmee hij in 1933 landskampioen werd. Hij speelde ook voor het nationale elftal en scoorde in 1934 het eerste Duitse doelpunt op het WK in Italië. Tijdens de Tweede Wereldoorlog was hij krijgsgevangene in de Sovjet-Unie en keerde pas in 1949 terug naar zijn thuishaven. Op 39-jarige leeftijd ging hij opnieuw bij Fortuna spelen, maar zijn carrière werd na vier wedstrijden definitief beëindigd door een blessure. 